# Ompa til du dør
Ompa til du dør er det norske omparock-band Kaizers Orchestras første album. Det er indspillet i sommeren 2001 i Duper Studios i Bergen i Norge. Udgivet september samme år. 

## Spor
1. "Kontroll på kontinentet" (Janove Ottesen)
2. "Ompa til du dør"  (Ottesen)
3. "Bøn fra helvete"  (Ottesen / Geir Zahl)
4. "170"  (Ottesen)
5. "Rullett" (Zahl)
6. "Dr. Mowinckel" (Zahl)
7. "Fra sjåfør til passasjer" (Ottesen)
8. "Resistansen" (Ottesen)
9. "Dekk bord" (Ottesen / Zahl)
10. "Bak et halleluja" (Ottesen)
11. "Bris" (Ottesen)
12. "Mr. Kaizer, hans Constanze og meg" (Ottesen)

Desuden er der udgivet en udgave, som også byder på numrene "Død manns tango" (Ottesen) og "Mann mot mann" (Ottesen).

## Eksterne links
- Tekster på Kaizers Orchestras officielle hjemmeside Arkiveret 25. april 2006 hos  Wayback Machine
- Engelsk oversættelse og tolkning af numrene

- Ompa til du dør på Discogs
- Ompa til du dør på MusicBrainz